# Yves Charles Zarka
Yves Charles Zarka (Tunisi, 14 marzo 1950) è un filosofo e saggista francese, professore all'università Paris Descartes-Sorbonne e ricercatore al Centre national de la recherche scientifique e al Centro di Storia della Filosofia Moderna.
Professore di filosofia politica alla Sorbonne, è direttore del "Centre Thomas Hobbes" nonché della rivista "Cités". Ha scritto testi e trattati di filosofia politica e di storia: nel 1999 ha ricevuto la medaglia di bronzo del Centre National de la Recherche Scientifique per il suo trattato su Hobbes "La décision métaphysique de Hobbes", encomiato anche dall'Académie des Sciences Morales et Politiques dell'Istituto di Francia. Le sue ricerche filosofiche concernono l'evoluzione del mondo odierno, su aspetti quali la trasformazione della democrazia e le problematiche ambientali.

## Opere
- La Décision métaphysique de Hobbes. – Conditions de la politique, Paris, Vrin ed., 1987, 408 p. (2ª edizione con una nuova prefazione del 1999). Ouvrage couronné par l'Académie des Sciences Morales et Politiques et la médaille de bronze du CNRS.
- L'individu dans la pensée moderne in collaborazione con Gian Mario Cazzaniga (vv. I-II, ETS, Pisa 1995)
- Hobbes et la pensée politique moderne, Paris, PUF, 1995, 308 p. (2ª edizione coll. « Quadrige », 2001)
  - (ES)  tradotto, Herder, Barcelone, 1997
  - (CA)  tradotto, Quaderns d'Estudis i Treballs, Barcelone, 2000
  - (EN)  tradotto, Palomar, 2001
  - (RO)  tradotto, Editura Trei, 2005
  - (DE)  tradotto, Albert Verlag, à paraître.
- Philosophie et politique à l'âge classique, Parigi, PUF, 1998, 296 p.
- La questione del fondamento nelle dottrine moderne del diritto naturale, Editoriale Scientifica, Napoli, 2000.
- L'Autre voie de la subjectivité, Parigi, Beauchesne, 2000.
  - tradotto come L'Altra via della soggettività, Guerini,  2002.
  - (ES)  tradotto come, La otra via de la subjetividad, Dykinson, Madrid, 2006.
- Penser la Souveraineté à l'époque moderne et contemporaine in collaborazione con Gian Mario Cazzaniga, eds. (vv. I-II, ETS-Pisa/Vrin-Paris 2001)
- Figures du pouvoir. saggi di filosofia politica da Machiavelli a Michel Foucault, Parigi,PUF, 2001 (2ª e 3ª edizione nel 2001)
- (ES)  tradotto, Biblioteca Nueva, Madrid, 2004.
- (EN)  con Quentin Skinner, The Amsterdam Debate on Thomas Hobbes, Olms, 2001.
- con S. Ben-Ami, J. Barash e E. Yakira, Quel avenir pour Israël?, Parigi, PUF, 2001 (2ª edizione) nel 2001; riedito in ed. tascabile da Hachette littérature, coll. « Pluriel », 2002; tradotto in spagnolo e portoghese.
- Difficile tolérance, Parigi, PUF, 2004.
- Un détail nazi dans la pensée de Carl Schmitt, Parigi, PUF, 2005
  - tradotto come Un dettaglio nazi nel pensiero di Carl Schmitt, Il Melangolo, 2005
- "Les Philosophes et la question de Dieu", Parigi, PUF, 2006.
- Réflexions intempestives, Parigi, PUF, 2006
- Monarchie et République au XVIIe siècle, Parigi, PUF, 2007
- Kant cosmopolitique, Parigi, Ediziones de l'Eclat, 2008
- con Cynthia Fleury e Sylvie Taussig, L'islam en France, Parigi, PUF, 2008
- Carl Schmitt ou le mythe du politique, Parigi, PUF, 2009.
- La destitution des intellectuels, PUF, 2010, 240 p. (ISBN 978-2130584179)
- L'inapropriabilité de la Terre : Principe d'une refondation philosophique, Armand Colin, 2013 (ISBN 978-2200242985)
- Refonder le cosmopolitisme, Paris, PUF, 2014.